# Fredrik III av Pfalz
Fredrik den fromme (av grenen Pfalz-Simmern), född 1515, död 1576, var kurfurste av Pfalz 1559-1576 (efter sin avlägsne släkting Otto Henrik). 

## Biografi
Fredrik III var son till Johan II av Pfalz-Simmern och Beatrice av Baden. Han var gift först 1537 med Marie av Brandenburg-Kulmbach och efter första makans bortgång 1567 gifte han sig 1569 med Amalia av Neuenahr.
Barn:
1. Ludvig VI av Pfalz (1539–1583), gift med Elisabeth av Hessen (1539–1582) och därefter med Anna av Ostfriesland (1562–1621)
2. Elisabet (1540–1594), gift med Johan Fredrik II av Sachsen (1529–1595)
3. Johan Kasimir av Pfalz-Simmern (1543–1592), gift med Elisabet av Sachsen (1552-1590)
4. Dorotea Susanne (1544–1592), gift med Johan Wilhelm av Sachsen-Weimar (1530–1573)
5. Kunigunde Jakoba (1556–1586), gift med Johan VI av Nassau-Dillenburg (1536–1606)